# Capucine
Capucine, egentligen Germaine Lefebvre, född 6 januari 1928 i Saint-Raphaël i Var, död 17 mars 1990 i Lausanne, var en fransk fotomodell och skådespelare.
Capucine började som fotomodell hos Christian Dior och Givenchy och kom till USA i slutet på 1950-talet, där hon medverkade i ett antal Hollywoodfilmer. 1962 återvände hon till Europa och spelade med i flera internationella filmproduktioner. Hos Givenchy i Paris mötte hon Audrey Hepburn som kom att bli hennes vän och den person som stod henne nära fram till hennes död. 
Capucine hade lidit av bipolärt syndrom i hela sitt liv och i mars 1990 begick hon självmord genom att hoppa ut från balkongen till sin lägenhet, som var belägen på åttonde våningen i ett hyreshus i Lausanne. Capucine donerade det sista hon ägde till Unicef.

## Filmografi i urval
- 1949 – Möte i julinatt
- 1955 – Frou-Frou, Paris' älskling
- 1960 – Alaska
- 1962 – Den heta vägen
- 1963 – Den rosa pantern
- 1965 – Hej Pussycat
- 1969 – Satyricon
- 1971 – Blodröd sol
- 1982 – Jakten på Rosa pantern
- 1982 – Par i hjärter (TV-serie)
- 1983 – Rosa panterns förbannelse
- 1985 – Mord och inga visor (TV-serie)